# Carlo I Alessandro di Württemberg
Carlo I Alessandro di Württemberg (Stoccarda, 24 gennaio 1684 – Ludwigsburg, 12 marzo 1737) fu duca di Württemberg-Winnental dal 1698 al 1733 e da quella data fino alla sua morte fu duca di tutto il Württemberg, nonché feldmaresciallo del Sacro Romano Impero e governatore (1720-1733) del Regno di Serbia..

## Biografia

### Infanzia e ascesa al ducato

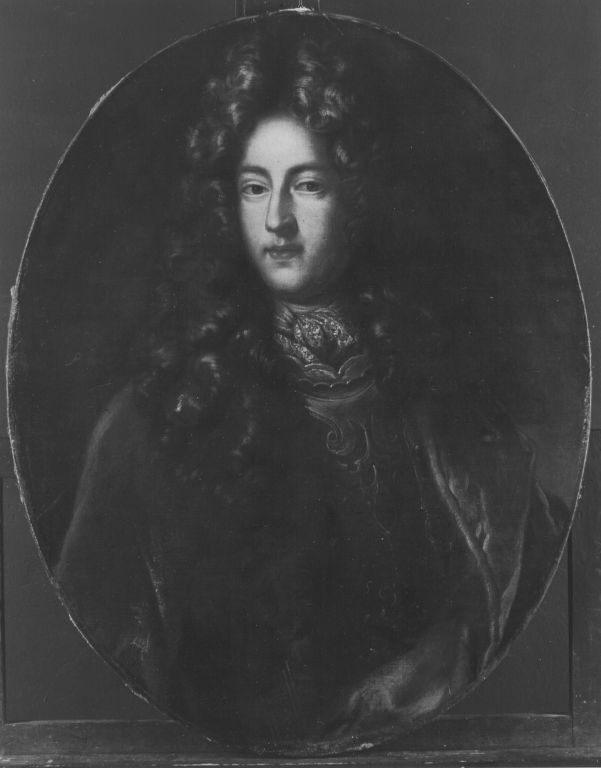
Federico Carlo di Württemberg-Winnental

Carlo I Alessandro del Württemberg era il figlio maggiore di Federico Carlo di Württemberg-Winnental e della principessa Eleonora Giuliana di Brandeburgo-Ansbach.
Per compiere i suoi studi Carlo Alessandro venne inviato dal padre a frequentare i corsi dell'Università di Tübingen ove rimase sino al raggiungimento dei quattordici anni quando, il 21 giugno 1697, l'imperatore Leopoldo I lo rese proprietario di un reggimento di fanteria austriaca, come già prima aveva fatto suo padre.

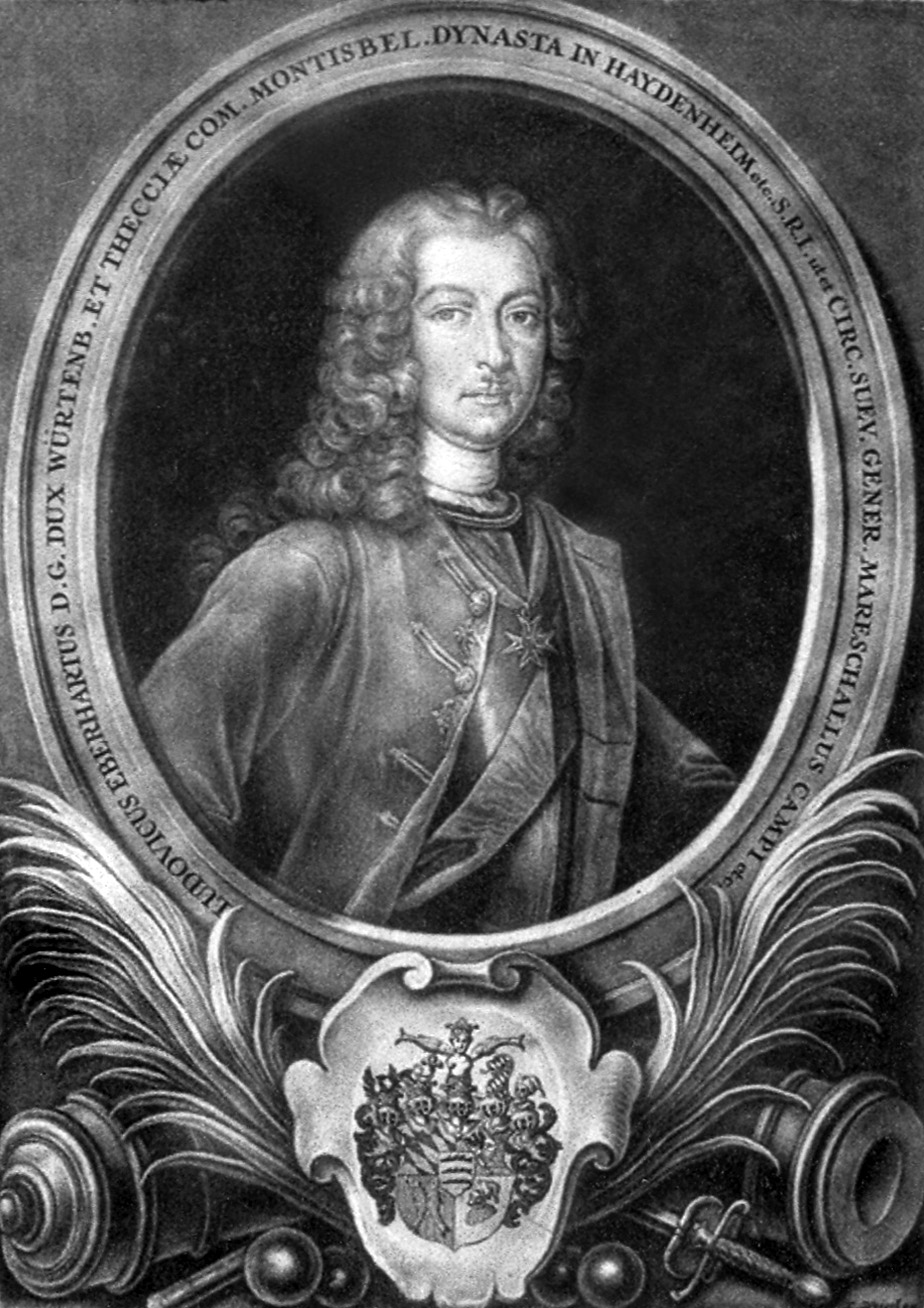
Eberardo Ludovico del Württemberg in una stampa d'epoca

Carlo I Alessandro succedette al padre come duca del Württemberg-Winnental ed ereditò il ducato principale del Württemberg, con capitale Stoccarda, dal cugino, Eberardo Ludovico, nel 1733, dal momento che il figlio di questi gli era premorto e non aveva altri eredi diretti. La successione al trono di Carlo I Alessandro era motivata dal fatto che suo padre Federico Carlo era infatti stato tutore del duca Eberardo Ludovico dal 1677 al 1693 con il ruolo di reggente.

### Successi militari

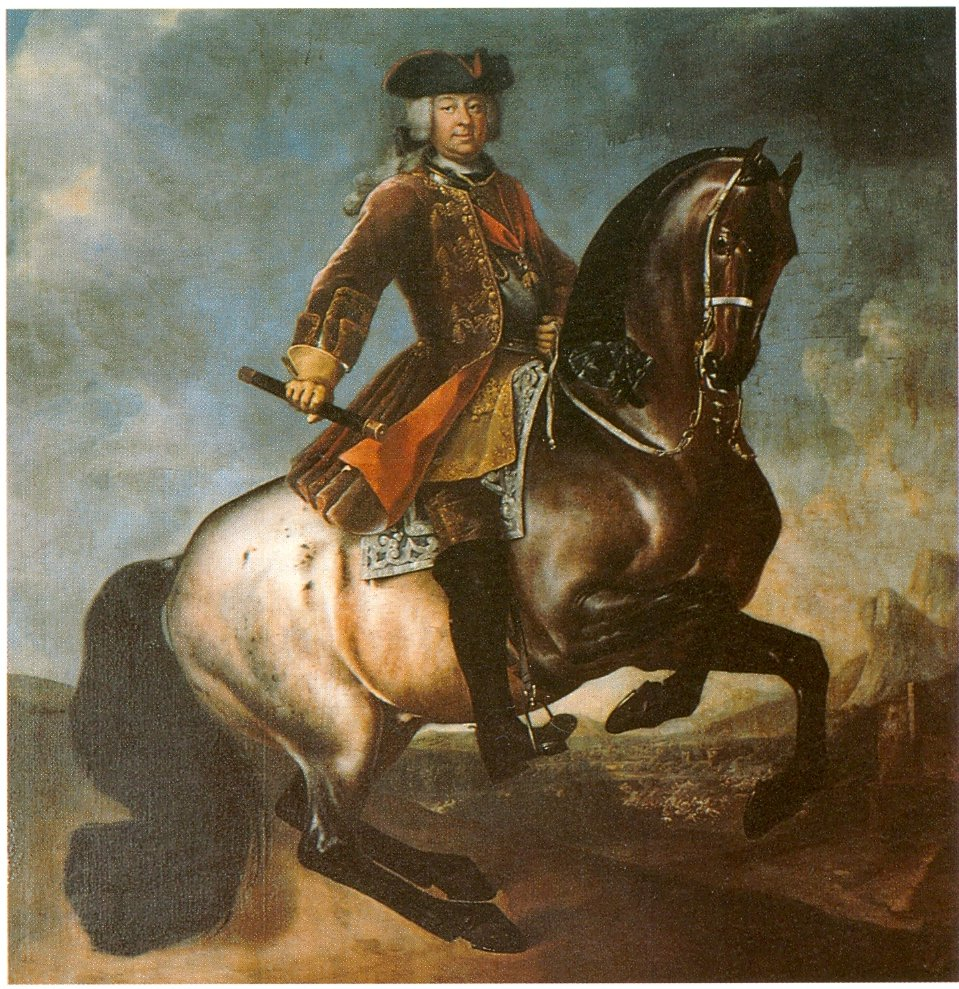
Carlo I Alessandro del Württemberg in un ritratto equestre nelle vesti di Feldmaresciallo del Sacro Romano Impero

Proseguendo la sua carriera militare, sempre a 14 anni, Carlo Alessandro comandò infelicemente l'assedio del castello di Ebernburg e fu costretto a firmare la capitolazione all'occupazione francese il 27 settembre successivo.
Il 4 maggio 1701 venne nominato colonnello e il 1º maggio 1703 divenne titolare del 17º reggimento di fanteria, passato dal 1708 al principe di Hohenlohe-Langenburg, fino a essere nominato feldmaresciallo luogotenente il 10 aprile 1708 e poi Feldzeugmeister nel 1717. Nel 1702, intanto, si era distinto durante la presa di Landau ricevendo a seguito del successo militare una lettera di lodi personali dall'imperatore. Combatté quindi nella Battaglia di Friedlingen nel 1703. Nel 1704 venne ferito a una gamba durante i combattimenti, ma ripresosi combatté nel secondo assedio di Landau, come pure in quello di Ingolstadt e quello di Ulma.

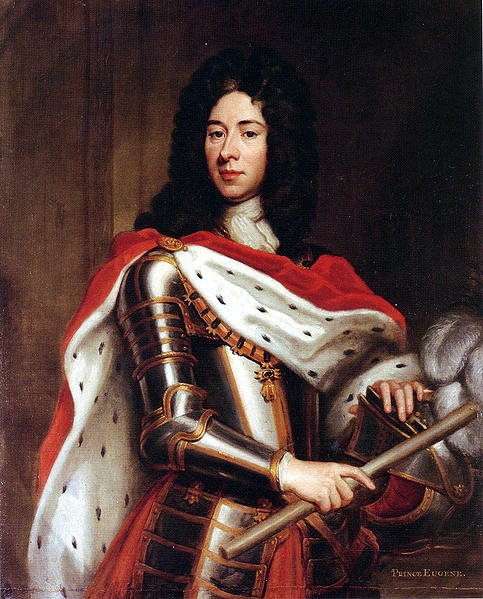
Eugenio di Savoia in un ritratto del 1712

Servì coraggiosamente sotto il principe Eugenio di Savoia nell'ambito della guerra di successione spagnola e nel 1705 venne nuovamente ferito a Brescia da cui si mosse per curare il passaggio dell'Adda da parte delle truppe imperiali a Cassano. Nel 1706 venne ancora una volta ferito nel corso dell'Assedio di Torino per poi passare in Provenza ove attaccò Tolone. Nel 1708 venne inviato dall'imperatore sul fiume Mosella e combatté anche a Valencia. Guidato da spirito battagliero, tra il 1709 e il 1712 fu anche volontario per l'esercito olandese prendendo parte alla Battaglia di Malplaquet, alla Battaglia di Lille e ad altri scontri minori.

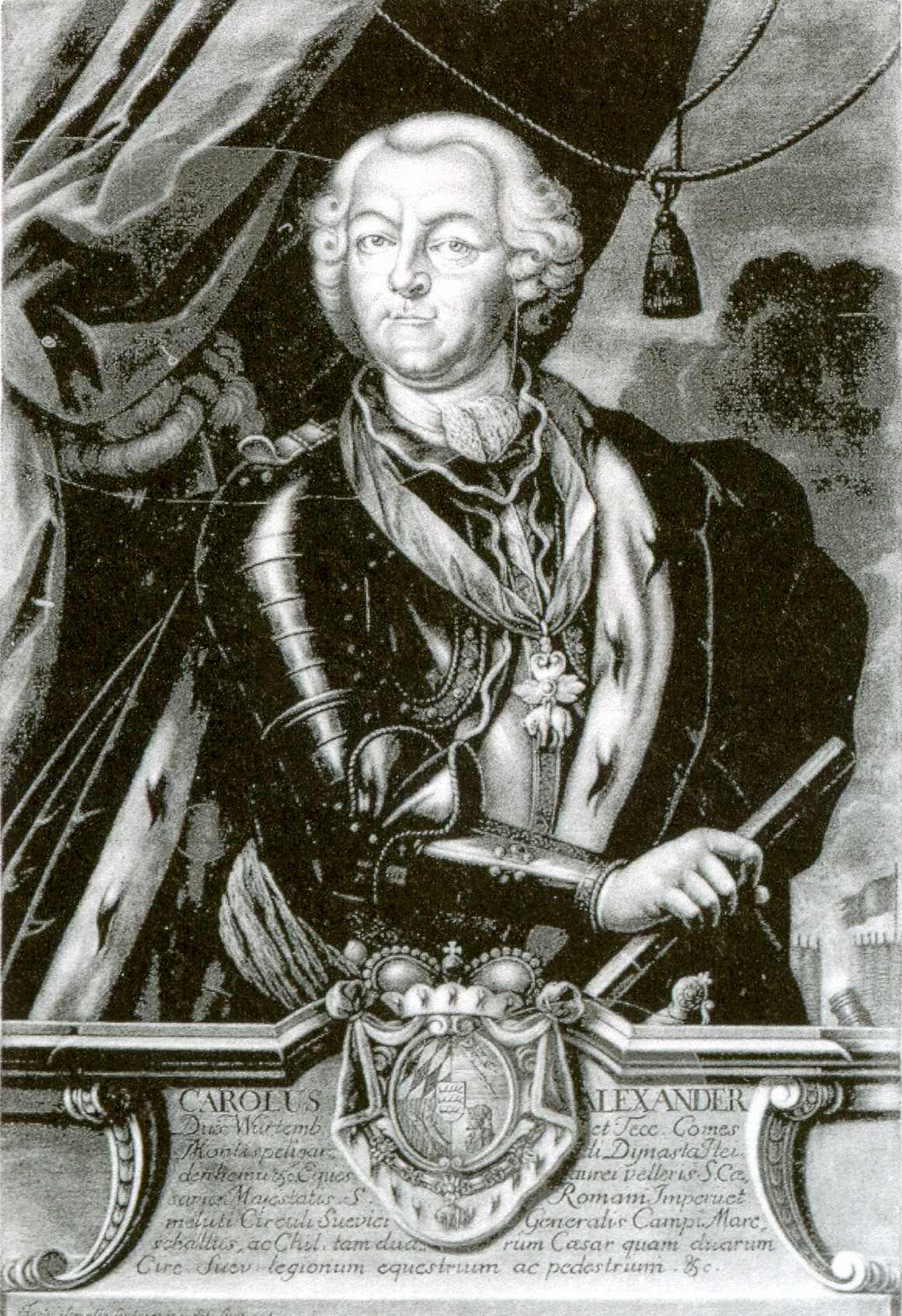
Carlo I Alessandro del Württemberg

Prese parte in seguito alle guerre contro l'Impero ottomano muovendo il primo attacco nella battaglia di Petervaradino nel 1716 ove venne ferito alla testa, conquistando la città con il supporto del conte Palffy. Nel 1719 venne nominato governatore imperiale di Belgrado e della Serbia (dopo la costituzione del rinato Regno di Serbia), ricoprendo anche il ruolo di supremo comandante militare dell'area. Per le sue grandi doti di comandante e per gli onori ottenuti in battaglia, nel 1720 venne compreso nel consiglio dell'Imperatore, il 28 dicembre 1721 venne nominato cavaliere dell'Ordine del Toson d'oro (la massima onorificenza imperiale) e nel 1733 venne nominato anche Feldmaresciallo del Sacro Romano Impero, garantendosi con tale titolo la partecipazione alla guerra di successione polacca, sempre nelle file degli imperiali. Il 18 febbraio 1734 ottenne il comando del 3º reggimento di dragoni.

### Matrimonio

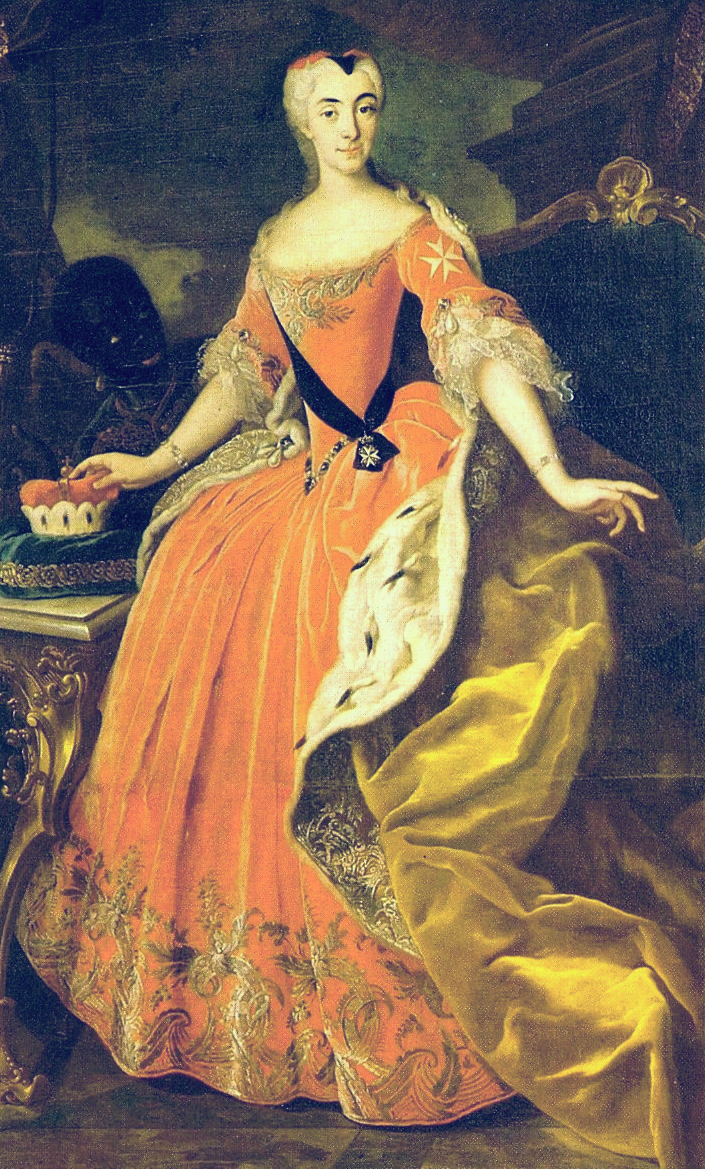
Maria Augusta di Thurn und Taxis nel 1735 ritratta da Johann Philipp von der Schlichten. Oggi questo dipinto si trova al Castello di Ludwigsburg

Carlo Alessandro sposò nel 1727 Maria Augusta di Thurn und Taxis, una delle figlie del principe Anselmo Francesco di Thurn und Taxis e di Maria Ludovica Anna di Lobkowitz (1706 - 1756).

### Governo

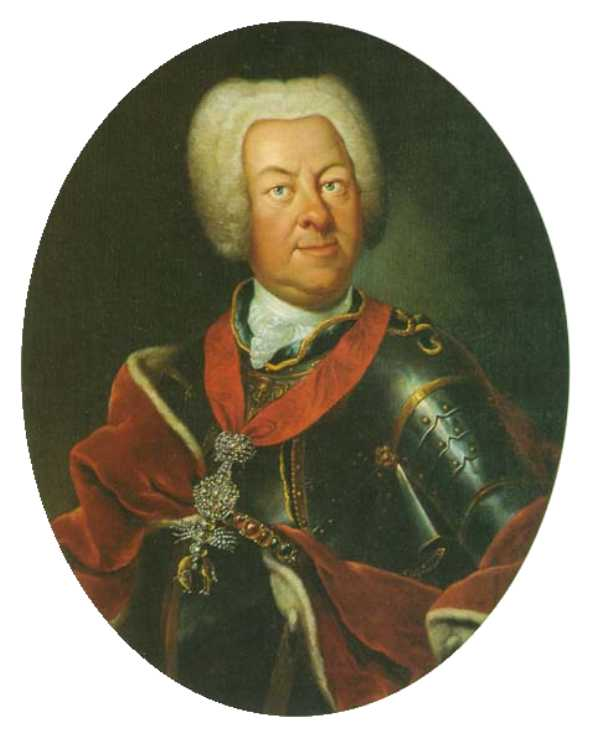
Un ritratto del Duca di scuola tedesca

Come duca del Württemberg, tra i primi atti di regno, Carlo I Alessandro spostò la capitale da Ludwigsburg a Stoccarda.
Oltre a questo, il duca venne costretto dalla sua ascesa a firmare un atto nel quale formalmente si impegnava a non volere "ri-cattolicizzare" il Wurttemberg, che rimaneva protestante malgrado la sua volontà dal 1712 di convertirsi al cattolicesimo romano. Questo fatto si basava sul principio fondamentale del Cuius regio, eius religio che era stato alla base delle risoluzioni successive alla riforma protestante. Il duca non tentò mai di promuovere il cattolicesimo nel suo ducato, facendone un fatto di natura puramente personale e lasciando invece larga tolleranza alle altre confessioni.
Malgrado il giuramento dei principi fondamentali, il governo di Carlo Alessandro fu prevalentemente di stampo assolutistico. La sua amministrazione del ducato non fu tra le più felici in quanto le guerre e l'alto tenore di vita della sua corte portarono a sempre crescenti esigenze finanziarie con conseguenti debiti che gli richiesero la collaborazione di Joseph Süsskind Oppenheimer dal 1732.

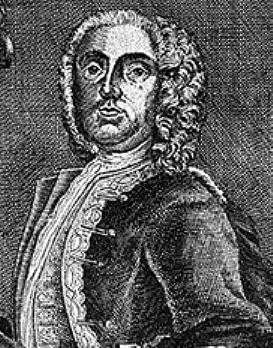
Joseph Süss Oppenheimer

Il ruolo di Joseph Süsskind Oppenheimer nel risanare le finanze pubbliche del ducato, portò essenzialmente a un risveglio economico del ducato del Württemberg e a una sua modernizzazione. Oppenheimer, un "broker" finanziario di origini ebraiche e banchiere egli stesso a Francoforte sul Meno, fu il consigliere finanziario personale del duca Carlo Alessandro in tutti gli aspetti di riforma, potenziando le risorse per il sistema fiscale e migliorando la stabilità dell'economia pubblica. Le origini ebraiche del consigliere (a cui il duca per fiducia aveva concesso un permesso speciale per entrare in città, dove agli ebrei era proibito circolare liberamente secondo le disposizioni cattoliche e protestanti dell'epoca) già in contrasto con la fede cattolica del duca e con quella protestante del ducato, portarono allo scoppio di scandali e intrighi interni che si risolsero solo con dopo la morte del duca.

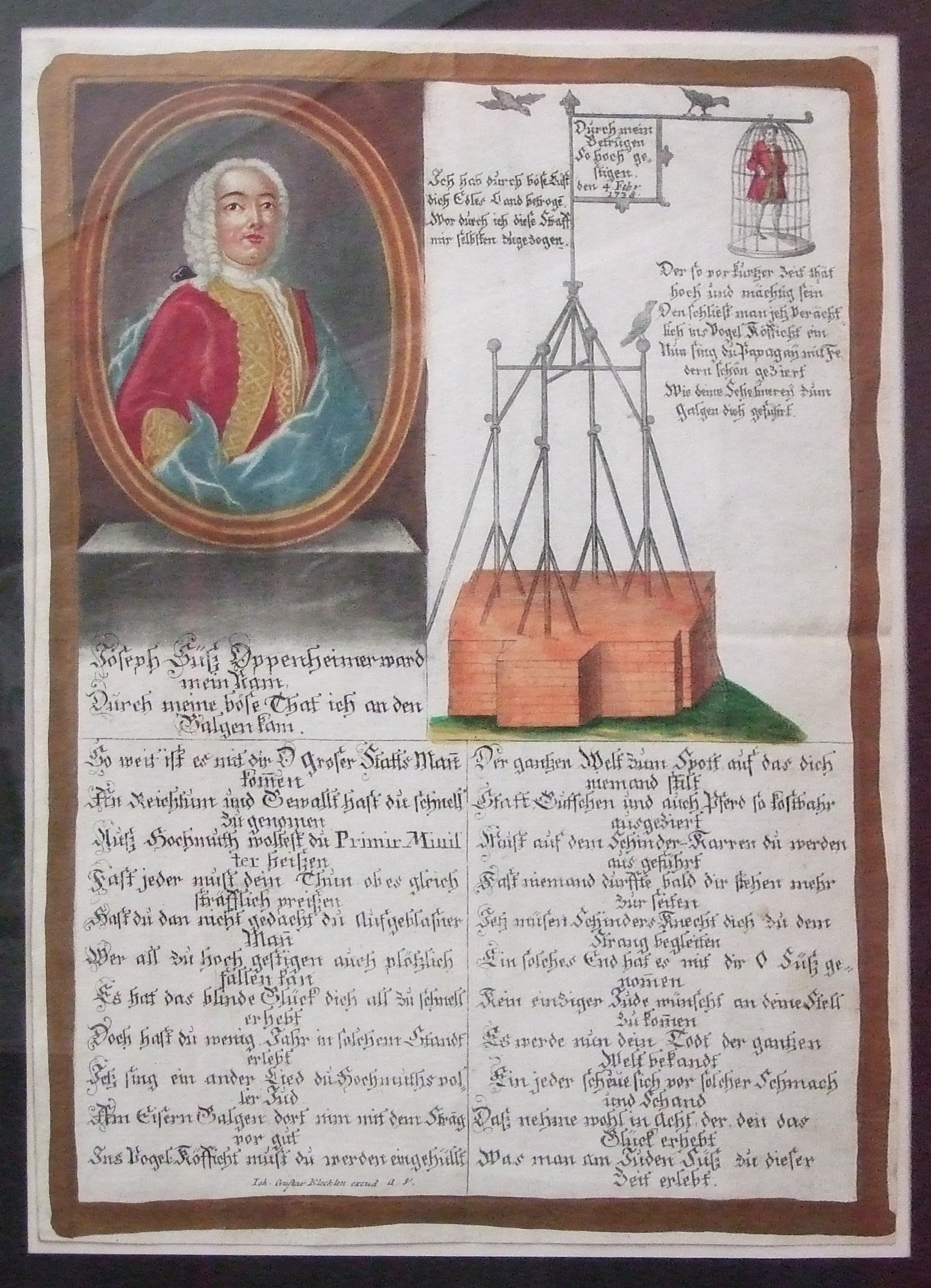
La forca ove rimase appesa la salma del banchiere ebreo Joseph Süsskind Oppenheimer per sei anni dopo la morte di Carlo I Alessandro, venendo rimossa solo dal suo successore, Carlo II Eugenio

La sera stessa della dipartita del sovrano locale il suo fidato consigliere finanziario venne processato immediatamente dal consiglio di Stato con l'accusa di alto tradimento dopo l'improvvisa morte del duca del quale egli venne indirettamente accusato e che invece era probabilmente dovuta a un edema polmonare mentre si trovava al castello di Ludwigsburg, il 12 marzo 1737. Condannato a morte, alla sua esecuzione, svoltasi nella piazza principale di Stoccarda, presero parte 12.000 persone e la rabbia popolare si dimostrò davvero tanta che dopo l'esecuzione dell'Oppenheimer il suo cadavere rimase appeso alla forca dove era stato impiccato per sei anni e fu solo grazie alla clemenza del successore di Carlo I Alessandro, Carlo II Eugenio, che venne data degna sepoltura alla salma e che venne rimossa definitivamente la struttura.

### Morte

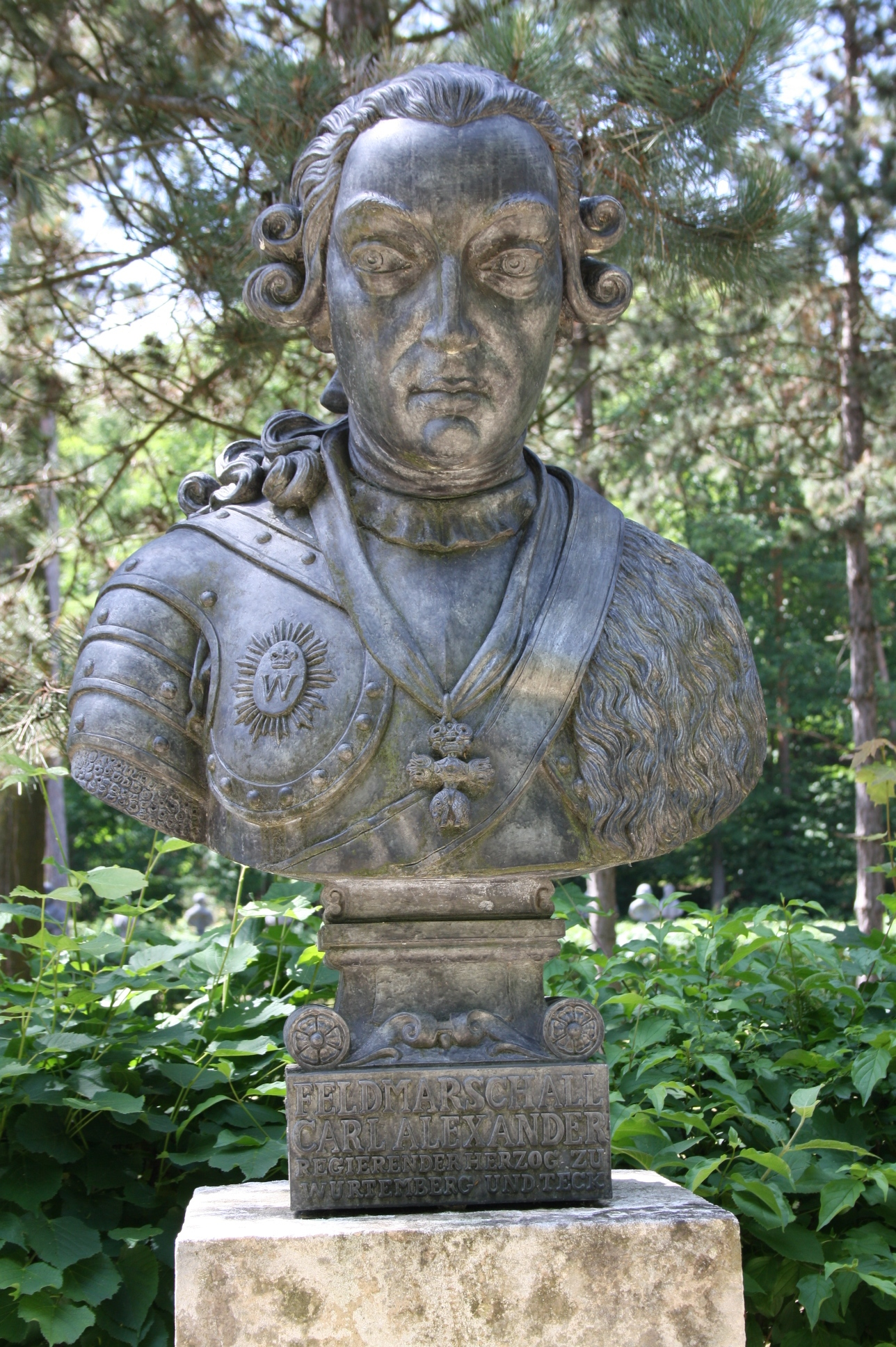
Busto di Carlo I Alessandro

Il duca Carlo I Alessandro morì il a e venne succeduto dal figlio Carlo II Eugenio al trono del ducato.

## Discendenza
Dal matrimonio tra Carlo Alessandro e Maria Augusta di Thurn und Taxis nacquero:
- Carlo Eugenio (1728 - 1793), primo successore di Carlo Alessandro nel ducato;
- Eugenio Ludovico (1729);
- Ludovico Eugenio (1731 - 1795), secondo successore;
- Federico Eugenio (1732 - 1797), terzo successore;
- Alessandro (1733 - 1734);
- Augusta Elisabetta (1734 - 1787) - andata sposa a Carlo Anselmo di Thurn und Taxis.

## Ascendenza
|                                          |                                           |                                           | Genitori                                 |  |  | Nonni |  |  | Bisnonni                         |  |  | Trisnonni                 |  |
|                                          |                                           |                                           |                                          |  |  |       |  |  | Giovanni Federico di Württemberg |  |  | Federico I di Württemberg |  |
|                                          |                                           |                                           |                                          |  |  |       |  |  | Giovanni Federico di Württemberg |  |  | Federico I di Württemberg |  |
|                                          |                                           | Sibilla di Anhalt                         |                                          |  |  |       |  |  | Giovanni Federico di Württemberg |  |  |                           |  |
| Eberardo III di Württemberg              |                                           |                                           |                                          |  |  |       |  |  | Giovanni Federico di Württemberg |  |  |                           |  |
|                                          |                                           | Barbara Sofia di Brandeburgo              | Gioacchino III Federico di Brandeburgo   |  |  |       |  |  |                                  |  |  |                           |  |
|                                          |                                           | Barbara Sofia di Brandeburgo              | Gioacchino III Federico di Brandeburgo   |  |  |       |  |  |                                  |  |  |                           |  |
|                                          |                                           | Barbara Sofia di Brandeburgo              | Caterina di Brandeburgo-Küstrin          |  |  |       |  |  |                                  |  |  |                           |  |
| Federico Carlo di Württemberg-Winnental  |                                           | Barbara Sofia di Brandeburgo              |                                          |  |  |       |  |  |                                  |  |  |                           |  |
|                                          |                                           | Giovanni Casimiro di Salm-Kyrburg         | …                                        |  |  |       |  |  |                                  |  |  |                           |  |
|                                          |                                           | Giovanni Casimiro di Salm-Kyrburg         | …                                        |  |  |       |  |  |                                  |  |  |                           |  |
|                                          |                                           | Giovanni Casimiro di Salm-Kyrburg         | …                                        |  |  |       |  |  |                                  |  |  |                           |  |
| Anna Caterina Dorotea di Salm-Kyrburg    |                                           | Giovanni Casimiro di Salm-Kyrburg         |                                          |  |  |       |  |  |                                  |  |  |                           |  |
|                                          |                                           | Dorotea di Solms-Laubach                  | …                                        |  |  |       |  |  |                                  |  |  |                           |  |
|                                          |                                           | Dorotea di Solms-Laubach                  | …                                        |  |  |       |  |  |                                  |  |  |                           |  |
|                                          |                                           | Dorotea di Solms-Laubach                  | …                                        |  |  |       |  |  |                                  |  |  |                           |  |
| Carlo I Alessandro di Württemberg        |                                           | Dorotea di Solms-Laubach                  |                                          |  |  |       |  |  |                                  |  |  |                           |  |
|                                          | Gioacchino Ernesto di Brandeburgo-Ansbach | Giovanni Giorgio di Brandeburgo           |                                          |  |  |       |  |  |                                  |  |  |                           |  |
|                                          | Gioacchino Ernesto di Brandeburgo-Ansbach | Giovanni Giorgio di Brandeburgo           |                                          |  |  |       |  |  |                                  |  |  |                           |  |
|                                          | Gioacchino Ernesto di Brandeburgo-Ansbach | Elisabetta di Anhalt-Zerbst               |                                          |  |  |       |  |  |                                  |  |  |                           |  |
| Alberto II di Brandeburgo-Ansbach        | Gioacchino Ernesto di Brandeburgo-Ansbach |                                           |                                          |  |  |       |  |  |                                  |  |  |                           |  |
|                                          |                                           | Sofia di Solms-Laubach                    | Giovanni Giorgio I di Solms-Laubach      |  |  |       |  |  |                                  |  |  |                           |  |
|                                          |                                           | Sofia di Solms-Laubach                    | Giovanni Giorgio I di Solms-Laubach      |  |  |       |  |  |                                  |  |  |                           |  |
|                                          |                                           | Sofia di Solms-Laubach                    | …                                        |  |  |       |  |  |                                  |  |  |                           |  |
| Eleonora Giuliana di Brandeburgo-Ansbach |                                           | Sofia di Solms-Laubach                    |                                          |  |  |       |  |  |                                  |  |  |                           |  |
|                                          |                                           | Gioacchino Ernesto di Oettingen-Oettingen | Ludovico Eberardo di Oettingen-Oettingen |  |  |       |  |  |                                  |  |  |                           |  |
|                                          |                                           | Gioacchino Ernesto di Oettingen-Oettingen | Ludovico Eberardo di Oettingen-Oettingen |  |  |       |  |  |                                  |  |  |                           |  |
|                                          |                                           | Gioacchino Ernesto di Oettingen-Oettingen | Margherita d'Erbach                      |  |  |       |  |  |                                  |  |  |                           |  |
| Sofia Margherita di Oettingen-Oettingen  |                                           | Gioacchino Ernesto di Oettingen-Oettingen |                                          |  |  |       |  |  |                                  |  |  |                           |  |
|                                          |                                           | Anna Sibilla di Solms-Sonnenwalde         | Enrico Guglielmo di Solms-Sonnenwalde    |  |  |       |  |  |                                  |  |  |                           |  |
|                                          |                                           | Anna Sibilla di Solms-Sonnenwalde         | Enrico Guglielmo di Solms-Sonnenwalde    |  |  |       |  |  |                                  |  |  |                           |  |
|                                          |                                           | Anna Sibilla di Solms-Sonnenwalde         | Sofia Dorotea di Mansfeld-Arnstein       |  |  |       |  |  |                                  |  |  |                           |  |
|                                          |                                           | Anna Sibilla di Solms-Sonnenwalde         |                                          |  |  |       |  |  |                                  |  |  |                           |  |

## Filmografia
- Süss l'ebreo, 1940, dove uno dei personaggi principali è proprio Carlo I Alessandro, interpretato da Heinrich George